# ヨヘルミン・チャベス
ヨヘルミン・ホセ・チャベス・パチェコ（Johermyn Jose Chavez Pacheco , 1989年1月26日 - ）は、ベネズエラアラグア州トゥルメロ出身の元プロ野球選手（外野手）。
ファーストネームは、発音指示によるとユアーミン(YOUR-men) となっている。

## 経歴

### ブルージェイズ傘下時代
トロント・ブルージェイズと契約し、2006年からルーキーリーグのプラスキー・ブルージェイズでプレー。
2007年は、ルーキーリーグのガルフ・コーストリーグ・ブルージェイズでプレーした。
2008年、A級のランシング・ラグナッツへ昇格し、115試合に出場する。
2009年、ランシング・ラグナッツでプレーし、134試合で21本塁打、打率.283を記録した。

### マリナーズ傘下時代
2010年、シアトル・マリナーズへ移籍し、A+級のハイデザート・マーベリックスで32本塁打を放った。
2011年、AA級のジャクソン・ジェネラルズでプレーしたが、126試合で打率.216だった。
2012年もAA級のジャクソン・ジェネラルズでプレー。また、ルーキーリーグのアリゾナリーグ・マリナーズでもプレーした。

### カブス傘下時代
2013年、シカゴ・カブスへ移籍し、AA級のテネシー・スモーキーズでプレー。また、ルーキーリーグのアリゾナリーグ・カブスでもプレーした。

### ロイヤルズ傘下時代
2014年、カンザスシティ・ロイヤルズへ移籍し、A+級のウィルミントン・ブルーロックスでプレーしていたが、5月に戦力外となる。

### 独立リーグ時代
その後、独立リーグ・アトランティックリーグのサザンメリーランド・ブルークラブスと契約した。
2015年4月10日、日本の独立リーグであるベースボール・チャレンジ・リーグの群馬ダイヤモンドペガサスと契約した。

### オリックス時代
2015年6月22日に、日本プロ野球のオリックス・バファローズは、チャベスと契約したことを発表した。この契約を機に、群馬球団のシニアディレクターとしてチャベスを指導していたアレックス・ラミレスが、オリックスの巡回アドバイザーを兼務するようになった。
オリックスへの入団後は、ラミレスからのアドバイスを受けながら、ウエスタン・リーグの公式戦38試合に出場。打率.175、3本塁打、11打点という成績を残した。しかし、一軍公式戦への出場機会がないまま、9月24日にベネズエラへ帰国することが球団から発表され、12月2日に自由契約となった。

### 群馬復帰
2016年3月29日、群馬ダイヤモンドペガサスへ復帰した。2017年3月28日に退団が発表された（任意引退）。

### 現役引退後
2019年より、ロサンゼルス・ドジャース傘下ルーキー級のドミニカン・サマーリーグ・ドジャースの打撃コーチに就任した。

## 詳細情報

### NPB年度別打撃成績
- 一軍公式戦出場なし

### 独立リーグでの打撃成績
BCリーグ
| 年 度     | 球 団     | 試 合 | 打 数 | 得 点 | 安 打 | 二 塁 打 | 三 塁 打 | 本 塁 打 | 塁 打 | 打 点 | 盗 塁 | 犠 打 | 犠 飛 | 四 球 | 死 球 | 三 振 | 併 殺 打 | 打 率 | 出 塁 率 | 長 打 率 | O P S |
| --------- | --------- | ----- | ----- | ----- | ----- | -------- | -------- | -------- | ----- | ----- | ----- | ----- | ----- | ----- | ----- | ----- | -------- | ----- | -------- | -------- | ----- |
| 2015      | 群馬      | 34    | 123   | 20    | 37    | 7        | 0        | 4        | 67    | 24    | 1     | 0     | 1     | 14    | 2     | 29    | 2        | .301  | .379     | .545     | .923  |
| 通算：1年 | 通算：1年 | 34    | 123   | 20    | 37    | 7        | 0        | 4        | 67    | 24    | 1     | 0     | 1     | 14    | 2     | 29    | 2        | .301  | .379     | .545     | .923  |

### 背番号
- 21 （2015年 - 同年6月21日、2016年）
- 98 （2015年6月22日 - 同年終了）